# Estadio Cuscatlán
Stadion Cuscatlán to stadion piłkarski położony w mieście San Salvador w Salwadorze. Został otwarty w 1976 roku. Może pomieścić 53 400 kibiców, dzięki czemu jest stadionem o największej pojemności dla kibiców w Ameryce Środkowej i na Karaibach. Stadion jest stale remontowany, w tym w latach 1997, 2007, 2008, 2015 ze zmiana kolorów nawiązująca do flagi kraju (niebiesko-biała) i najnowszej w 2020 r. wraz z instalacją nowego wyświetlacza LED o powierzchni 4K 100 m² oraz instalacją 54 nowych 1500 watowych opraw metalohalogenkowych o pojemności 1000 luksusowe i automatyczny system nawadniania.
| Sektor trybun        | Kolor krzesełek | Pojemność wg FIFA | Pojemność wg EDESSA |
| -------------------- | --------------- | ----------------- | ------------------- |
| Platea               | błękitny        | 2.013             | 3.000               |
| Tribuna Norte        | brązowy         | 1.672             | 2.500               |
| Tribuna Sur          | morski          | 1.709             | 2.500               |
| Sombra Norte         | zielony         | 4.900             | 5.000               |
| Sombra Sur           | żółty           | 2.500             | 4.000               |
| Sol Preferente Norte | czarny          | 4.220             | 5.200               |
| Sol Preferente Sur   | pomarańczowy    | 6.044             | 7.800               |
| Sol General          | cynobrowy       | 16.812            | 18.000              |
| Palcos               | biały           | 3.400             | 3.400               |
| Extras               | miejsca stojące | 2.000             | 2.000               |
|                      | SUMA            | 45.370            | 53.400              |